# سياري شيلوفيش
سياري شيلوفيش مواليد 16 مايو 1986 في بابرويسك، هو لاعب كرة يد بيلاروسي يلعب كظهير أيمن. يلعب حاليا مع نادي ميشكوف برست لكرة اليد ويحمل الرقم 88. مثل منتخب بيلاروسيا لكرة اليد.

## سجل المنافسة
شارك في البطولات التالية:
- بطولة العالم لكرة اليد للرجال 2015
- بطولة أوروبا لكرة اليد للرجال 2014
- بطولة أوروبا لكرة اليد للرجال 2016

## روابط خارجية
- سياري شيلوفيش على موقع الاتحاد الأوروبي لكرة اليد (الإنجليزية)